# Еукариоти
Еукариотите (Eukaryota) са биологична империя организми, чиито клетки притежават ядро, където е събран генетичният материал. Те включват животните, растенията и гъбите, които са най-вече многоклетъчни, както и разнообразни други групи, обединени в биологичното царство Протиста, които са едноклетъчни. Името идва от гръцките думи eus – „добра“ и karyon – „ядка“, определящи ядрото.
Еукариотите имат обособено ядро (ядро с ядрена мембрана).
Еукариотните клетки по принцип са много по-големи (хиляди пъти) от прокариотните. Те имат цитоплазмен скелет и разнообразни вътрешни мембрани и структури, наречени органели. Цитоплазмените органели зависят от вида на клетката. Общите за всички видове са: ядро, вътреплазмена мрежа, митохондрии и т. н. Клетъчна мембрана, цитоплазма и рибозоми има и при прокариотите. В растителните и гъбните клетки съществуват вакуоли, а само в растителните – пластиди. ДНК са събрани в снопчета, наречени хромозоми, които са разделени на нишки в ядрото.

## Възникване и еволюция на групата
Предполага се, че еукариотите са възникнали след няколко етапа на симбиоза на древни бактерии, всяка от които отговаря за някой от фундаменталните механизми в съвременната еукариотна клетка – размножаване, опаковка и управление на генетичния материал, кислородно дишане, фотосинтеза при растенията.
Обратната хипотеза предполага първоначалното съществуване на протоклетка, притежаваща смесени характеристики. От нея в резултат на опростяване и специализация към ниските нива на хранителните вериги възниква прокариотът, а еукариотът заема по-високите нива, развивайки по-комплексно поведение чрез усложняване на генетичния апарат. Едва след това в резултат на симбиоза еукариотната клетка придобива митохондрии, а при растенията – и хлоропласти.
| Критерии            | Растителни клетки | Животински клетки |
| ------------------- | ----------------- | ----------------- |
| Плазмена мембрана   | да                | да                |
| Ядро                | да                | да                |
| Хромозоми           | много             | много             |
| Ендоплазмена мрежа  | да                | да                |
| Рибозоми            | да                | да                |
| Комплекс на Голджи  | да                | да                |
| Вакуоли             | да                | да                |
| Централна вакуола   | да                | не                |
| Лизозоми            | рядко             | да                |
| Митохондри          | да                | да                |
| Хлоропласти         | да                | не                |
| Клетъчна стена      | да                | не                |
| Гликокаликс         | не                | да                |
| Пероксизоми         | да                | да                |
| Центриоли           | не                | да                |
| Цитоскелет          | да                | да                |
| Реснички (cilia)    | не                | понякога          |
| Камшичета (флагели) | не                | понякога          |

## Класификация
Еукариотните организми, които не влизат в царствата Растения, Животни и Гъби, понякога се групират в царство Протисти.
Империя Eukaryotes – Еукариоти
- Bikonta
  - Надгрупа Archaeplastida
    - Царство Plantae – Растения

  - Надгрупа SAR
  - Надгрупа Excavata
- Unikonta
  - Надгрупа Amoebozoa
  - Надгрупа Opisthokonta
    - Царство Animalia – Животни
    - Царство Fungi – Гъби